# Art rock
Az art rock a rockzene egyik alműfaja, amely a rockzenén alapulva avantgárd témákat, dallam, harmónia és ütemkísérleteket használ fel, gyakran átlépve a hagyományos popzene kereteit, a jazz, a klasszikus és a világzene felé tolódva.
Az art rock fogalmát gyakran egyszerre használták a progresszív rockkal, olyan előadók jelölésére, amelyek nagy népszerűséget értek el az 1970-es években, mára azonban nagyjából szétvált a két stílus jelentése. A progresszív rock végül megmaradt a rockzene egy szűkebb fajtájának jelölésére, míg az art rock egy szélesebb és szubjektívebb kategóriát jelent.

## Art rock együttesek
Előadók, akik az art rock kategóriába sorolhatóak:

### Külföldi előadók
- 10cc
- The Alan Parsons Project
- The Beatles
- Bill Laswell
- Brian Eno
- Captain Beefheart
- Chris de Burgh
- Curved Air
- David Bowie
- Deerhunter
- Electric Light Orchestra
- Emerson, Lake & Palmer
- Florence and the Machine
- Frank Zappa
- Genesis
- Henry Kaiser
- Jethro Tull
- Joe Cocker
- Kate Bush
- King Crimson
- Lou Reed
- Magma
- Marillion
- Mike Oldfield
- The Moody Blues
- The Nice
- Nico
- Nyikolaj Noszkov
- Peter Gabriel
- Pink Floyd
- Queen
- Radiohead
- Roxy Music
- Sparks
- Split Enz
- St. Vincent
- Styx
- Suede
- Supertramp
- System of a Down
- Talk Talk
- Talking Heads
- Todd Rundgren
- The Velvet Underground
- The Who
- Yes

### Magyarországi előadók
- After Crying
- Artur
- East
- ef Zámbó Happy Dead Band
- Ék
- Elon
- Európa Kiadó
- Ghost Toast
- Grand Mexican Warlock
- Hegedűs Péter
- Hobo Blues Band
- KAMARI
- Kentaur (Erkel László)
- Kiscsillag
- Kistehén Tánczenekar
- Kontroll Csoport
- Korai Öröm
- Korál
- Locomotiv GT
- Másfél
- Másik János
- Omega
- Panta Rhei
- Ritual Glow
- Solaris
- Szörényi Levente
- Trabant
- Turbo
- Vidámpark
- Zaporozsec